# Sam-Rayburn-Talsperre
Die Sam-Rayburn-Talsperre ist eine Talsperre am Angelina River im Nordosten von Texas, USA. Sie liegt 130 km nördlich von Beaumont und 16 km nordwestlich von Jasper im Jasper County. Der Angelina River ist der Haupt-Nebenfluss des Neches River.
Der Stausee hat einen Speicherraum von 4,931 km³ und ist der größte See, der vollständig in Texas liegt. Die Stauanlage wurde vom United States Army Corps of Engineers in Fort Worth gebaut und wird auch von ihm betrieben. Das Absperrbauwerk ist ein Erdschüttdamm. Baubeginn war am 7. September 1956 und der Aufstau des Stausees begann am 29. März 1965. Er erfüllt Aufgaben im Hochwasserschutz, bei der Wasserkraftgewinnung, beim Schutz des Wassers und zur Freizeiterholung. Die Gesamtkosten – mit Freizeiteinrichtungen – wurden auf 66 Mio. Dollar geschätzt.
Bis 1963 hieß der Stausee „McGee Bend Reservoir“. Im September 1963 benannte der Kongress ihn zu Ehren von Sam Rayburn um. Dieser war Sprecher des Repräsentantenhauses gewesen und kurz davor verstorben. Er hatte sich immer für die Erhaltung der Boden- und Wasserressourcen eingesetzt. Am 8. Mai 1965 fand eine Feier zur Umbenennung statt.